# 사카모토 요시유키
사카모토 요시유키(일본어: 坂本 義行, 1972년 5월 30일 ~ )는 일본의 전 축구 선수이다.

## 구단 경력
1991년 일본 사커 리그의 전일본공수(요코하마 플뤼겔스)에 입단했다. 1993년에 천황배 우승을 차지했다. 1996년후 현역 은퇴.